# Przedsiębiorstwo Komunikacji Samochodowej w Kaliszu
Przedsiębiorstwo Komunikacji Samochodowej w Kaliszu (PKS Kalisz) – przedsiębiorstwo transportowe w Kaliszu. Rocznie z przejazdów korzysta ok. 1,6 mln osób.

## Informacje ogólne
PKS Kalisz ma swoją siedzibę przy ulicy Wrocławskiej 30-38 w Kaliszu. Przedsiębiorstwo obsługuje autobusowe linie lokalne, głównie na terenie powiatów: kaliskiego, pleszewskiego i jarocińskiego.

## Tabor
Przedsiębiorstwo dysponuje następującymi autobusami:
| Model                                 | Model                          | Rok produkcji     | Eksploatacja od   | klimatyzacja przestrzeni pasażerskiej | Liczba |
| ------------------------------------- | ------------------------------ | ----------------- | ----------------- | ------------------------------------- | ------ |
| Autosan A0909L                        | Autosan A0909L                 | 2005, 2007        | 2007              |                                       | 4      |
| Autosan A1010T                        | Autosan A1010T                 | 2005              | 2005              |                                       | 1      |
| klimatyzacja przestrzeni pasażerskiej | 2                              | 2005              | 2005              |                                       |        |
| Irisbus Crossway LE                   | 12                             | 2013              | 2023              | klimatyzacja przestrzeni pasażerskiej | 5      |
| Irisbus Crossway LE                   | 12.8                           | 2012              | 2023              | klimatyzacja przestrzeni pasażerskiej | 1      |
| Isuzu Novo Lux                        | Isuzu Novo Lux                 | 2015              | 2017              | klimatyzacja przestrzeni pasażerskiej | 5      |
| MAN Lion’s Coach                      | MAN Lion’s Coach               | 2010              | 2019              | klimatyzacja przestrzeni pasażerskiej | 1      |
| MAN Lion’s Regio                      | MAN Lion’s Regio               | 2005–2007         | 2019              | klimatyzacja przestrzeni pasażerskiej | 7      |
| MAN ÜL 313                            | MAN ÜL 313                     | 1999              | 2013              | klimatyzacja przestrzeni pasażerskiej | 1      |
| MAN ÜL 353                            | MAN ÜL 353                     | 2000, 2001        | 2013              | klimatyzacja przestrzeni pasażerskiej | 2      |
| Mercedes-Benz Citaro                  | LE                             | 2008–2010         | 2023              | klimatyzacja przestrzeni pasażerskiej | 5      |
| Mercedes-Benz Citaro                  | LE MÜ                          | 2008              | 2022              | klimatyzacja przestrzeni pasażerskiej | 4      |
| Mercedes-Benz Citaro                  | LE Ü                           | 2008              | 2022              | klimatyzacja przestrzeni pasażerskiej | 1      |
| Mercedes-Benz Citaro                  | Ü                              | 2008              | 2023              | klimatyzacja przestrzeni pasażerskiej | 1      |
| Mercedes-Benz Intouro                 | Mercedes-Benz Intouro          | 2013              | 2023              | klimatyzacja przestrzeni pasażerskiej | 1      |
| Setra MultiClass 400 (S415 NF)        | Setra MultiClass 400 (S415 NF) | 2008, 2009        | 2023              | klimatyzacja przestrzeni pasażerskiej | 2      |
| Volvo 7450                            | Volvo 7450                     | 2001              | 2013              | klimatyzacja przestrzeni pasażerskiej | 1      |
| Volvo 9700 UG                         | Volvo 9700 UG                  | 2014              | 2014              | klimatyzacja przestrzeni pasażerskiej | 1      |
| Volvo B10-400                         | Volvo B10-400                  | 1997              | 2006              |                                       | 1      |
| Wszystkie pojazdy                     | Wszystkie pojazdy              | Wszystkie pojazdy | Wszystkie pojazdy | 87%                                   | 46     |